# Miti Mirefu
Miti Mirefu è una circoscrizione rurale (rural ward) della Tanzania situata nel distretto di Siha, regione del Kilimangiaro. Conta una popolazione di 1 989 abitanti (censimento 2022).